# فانير (أونتاريو)
فانير (بالإنجليزية: Vanier, Ontario) هي منطقة سكنية تقع في كندا في أونتاريو. يقدر عدد سكانها بـ 16,258 نسمة ومساحتها 2.93 كم2 .